# كيتلون
كيتلون قرية وبلدية تتبع منطقة سلمية في شرق محافظة حماة في سورية.ترتبط بمدينة حماة بطريق معبد عن طريق سلمية. تتألف القرية من عدة عائلات سكنت القرية منذ قرابة 500 عام وأغلبها متقاربة من أصل عربي.
يعمل معظم سكان القرية في المجال الزراعي ويعتمدون على زراعة القمح والشعير والكمون والزيتون والفستق الحلبي، كما يعتمدون على تربية الأغنام والأبقار.
تتأثر القرية بمناخ المنطقة الوسطى واتجاه الرياح فيها غالبًا غربي وفي بعض الأحيان شمالي وتتراوح كمية الأمطار ما بين 270-300 ملم.
عدد سكان القرية حسب إحصائيات عام 2009 بلغ 2613 نسمة. يوجد ضمن القرية مقر بلدية أحدثت عام 2006.